# Schema acrostichalis
Schema acrostichalis är en tvåvingeart som först beskrevs av Becker 1903.  Schema acrostichalis ingår i släktet Schema och familjen vattenflugor. Inga underarter finns listade i Catalogue of Life.